# Adamantra
Adamantra ist eine finnische Progressive-Metal-Band aus Helsinki, die 2003 gegründet wurde.

## Geschichte
Die Gründung der Band geht auf das Jahr 2003 zurück, als der Bassist Jukka Hoffrén ein paar Liedideen am Computer eines Freundes aufnahm. Als die Lieder ihre finale Form angenommen hatten, holte Hoffrén weitere Mitglieder zu sich, um eine Band zu gründen, damit die Songs live gespielt werden konnten. Als Sänger stieß Tuomas Nieminen, als Schlagzeuger Mikko Sepponen und als Gitarrist Panu Kiskola hinzu, die Hoffrén bereits aus vorherigen Bands bekannt waren. Zudem stieß der Gitarrist Tommi Ahtila zur Besetzung. Im April 2006 erschien über Tunerail Records eine erste EP unter dem Namen For Ever. Als Gastmusiker waren bei den Aufnahmen Risto Kupiainen und der Sänger Tapio Kuosma, der Begleitgesang beisteuerte, vertreten. Im August des Jahres kam der Keyboarder Janne Koivula hinzu. 2009 folgt das Debütalbum Revival. Im August 2010 begann die Band mit dem Schreiben, Proben und Aufnehmen von neuen Liedern. Im selben Jahr wurde der Keyboarder Christian „Chrism“ Pulkkinen zur Besetzung hinzugefügt. Nach einem längeren Arbeitsprozess erschien im Mai 2014 das zweite Album Act II: Silent Narratives.

## Stil
Ricarda Schwoebel von Powermetal.de schrieb in ihrer Rezension zu Revival, dass die Band hierauf durch Gruppen wie Dream Theater und Cloudscape beeinflusst klingt. Neben härteren Tönen verwende die Gruppe auch melodische Elemente und arbeite auch etwas Epic Metal in die Songs ein. Scott Jessup von seaoftranquility.org bezeichnete die Musik von Act II: Silent Narratives als symphonischen Progressive Metal. Die Instrumente würden auf einem anspruchsvollen und komplexen Niveau gespielt werden, der Gesang sei klar, wobei man gelegentlich härtere Töne einsetze. Insgesamt ähnele die Musik der von Symphony X, Adagio, Circus Maximus und Seventh Wonder.

## Diskografie
- 2006: For Ever (EP, Tunerail Records)
- 2009: In Triumph (Single, Poison Pill Records)
- 2009: Revival (Album, Poison Pill Records)
- 2011: Promo 2011 (Demo, Eigenveröffentlichung)
- 2014: Act II: Silent Narratives (Album, Power Prog Records)